# Djaniny Tavares
Jorge Djaniny Tavares Semedo (Santa Cruz, Santiago, 21 de marzo de 1991), conocido simplemente como Djaniny, es un futbolista caboverdiano. Juega como delantero en el Al-Fateh S. C. de la Liga Profesional Saudí y es internacional con la selección de fútbol de Cabo Verde.

## Trayectoria

### Inicios
Comenzó su carrera con los Scorpions Vermelho, un equipo de su país natal. A los 18 años se trasladó a Portugal para estudiar energía alternativa, de inmediato comenzó a jugar fútbol con el Velense, un club de la liga regional de Angra do Heroísmo en las Azores.

### Portugal
El 17 de julio de 2011, después de anotar 50 goles durante dos temporadas, fue fichado por el União Desportiva de Leiria de la Primeira Liga, para las próximas tres temporadas. Debutó profesionalmente el 21 de agosto de 2011, jugó los 90 minutos en la derrota 2-1 del Leira ante el Futebol Clube Paços de Ferreira, el técnico encargado de debutarlo fue Pedro Caixinha. Anotó su primer gol en primera división el 30 de octubre, en la victoria de su equipo ante el Vitória Futebol Clube por marcador de 2-0. El siguiente partido anotó de nueva cuenta, pero esta vez su equipo perdió 3-1 frente al Sporting de Lisboa.
En enero de 2012 fue contratado por el Sport Lisboa e Benfica para la temporada 2012-13, Djaniny firmó un contrato que lo vinculó con el equipo hasta 2017. Al terminar la temporada 2011-12 se fue con su nuevo club; sin embargo, los directivos lo mandaron con el equipo B en donde, tras jugar dos partidos y anotar un gol, expresó su inconformidad de no querer jugar en el segundo equipo, motivo por el cual fue enviado a préstamo por un año al Sporting Clube Olhanense. Debutó con el Olhanense la cuarta jornada de la competencia, en la derrota 1-0 ante Vitória Setúbal. Tuvo una mala temporada en la que no consiguió anotar ni un gol.
Después de terminar su préstamo por un año, regresó al Benfica solo para ser enviado a préstamo de nueva cuenta, esta vez al Clube Desportivo Nacional. El 17 de agosto de 2013 debutó con el Nacional y anotó el único gol de su equipo, en la derrota 3-1 ante el Grupo Desportivo Estoril Praia.

### Santos Laguna
El 24 de junio de 2014, se anunció su transferencia en forma definitiva al Club Santos Laguna. Debutó con los "Guerreros" el 19 de julio, en la victoria de 1-0 contra los Tiburones Rojos de Veracruz, entró de cambio al minuto 82 en lugar de Javier Orozco. El 1 de agosto anotó su primer gol con el equipo ante el Atlético San Luis en un partido de la Copa México, Santos perdió el encuentro 1-3. Su primer gol en liga fue el 9 de agosto, en la derrota como local de Santos ante Querétaro Fútbol Club. Consiguió el título de la Copa México Apertura 2014 el 4 de noviembre, cuando Santos derrotó al Puebla Fútbol Club en penales en la final del torneo, Djaniny terminó como segundo lugar en la tabla de goleadores con cinco goles, solo por debajo de su compañero de equipo, Andrés Rentería.
En el siguiente semestre logró el campeonato del Torneo Clausura 2015 al derrotar a Querétaro en la final por marcador global de 5-3, tuvo una actuación destacada en la liguilla, en donde anotó dos goles y dio tres asistencias, además, se convirtió en el segundo jugador africano en coronarse campeón de liga en México después de Alain N'Kong. El 10 de septiembre de 2017 cumplió 100 partidos de liga con Santos, en el empate a cero como locales ante Toluca.
El 29 de abril de 2018 se convirtió en el primer jugador africano en lograr en campeonato de goleo en México, al anotar 14 goles durante la fase regular del Torneo Clausura 2018.
El 13 de julio de 2018 se anunció que el Al-Ahli Saudi Football Club pagó la cláusula de rescisión de Djaniny.

## Selección nacional
Recibió su primera llamada a la selección de fútbol de Cabo Verde en 2011 y debutó en un partido de Clasificación para la Copa Africana de Naciones de 2013 el 29 de febrero de 2012, en la victoria de Cabo Verde 0-4 ante Madagascar.
Su primer partido de eliminatoria mundialista fue el 2 de junio de 2012, en la derrota de su selección ante Sierra Leona rumbo a Brasil 2014, entró al minuto 59 en lugar de Ronny Souto.
Anotó su primer gol internacional ante Madagascar el 16 de junio de 2012, en un partido de eliminatoria para la Copa Africana de Naciones de 2013. Anotó un doblete contra Guinea Ecuatorial en las eliminatorias mundialistas el 24 de marzo de 2013.
En diciembre de 2014 fue convocado para disputar la Copa Africana de Naciones 2015. Participó en dos partidos, uno de titular y no logró anotar gol en la competencia.
Participaciones internacionales
| 1.  | 29 de febrero de 2012   | Estadio Municipal de Mahamasina  | Madagascar            | 0-4 |  | Eliminatorias Copa Africana 2013 |
| 2.  | 2 de junio de 2012      | Estadio Nacional de Sierra Leona | Sierra Leona          | 2–1 |  | Eliminatorias Mundialistas 2014  |
| 3.  | 9 de junio de 2012      | Estadio de Várzea                | Túnez                 | 1-2 |  | Eliminatorias Mundialistas 2014  |
| 4.  | 16 de junio de 2012     | Estadio de Várzea                | Madagascar            | 3-1 |  | Eliminatorias Copa Africana 2013 |
| 5.  | 8 de septiembre de 2012 | Estadio de Várzea                | Camerún               | 2-0 |  | Eliminatorias Copa Africana 2013 |
| 6.  | 14 de octubre de 2012   | Estadio Ahmadou Ahidjo           | Camerún               | 2-1 |  | Eliminatorias Copa Africana 2013 |
| 7.  | 14 de noviembre de 2012 | Estadio de Várzea                | Ghana                 | 0-1 |  | Amistoso                         |
| 8.  | 9 de enero de 2013      | Estadio de Várzea                | Nigeria               | 0-0 |  | Amistoso                         |
| 9.  | 27 de enero de 2013     | Estadio Nelson Mandela Bay       | Angola                | 2-1 |  | Copa Africana 2013               |
| 10. | 2 de febrero de 2013    | Estadio Nelson Mandela Bay       | Ghana                 | 2-0 |  | Copa Africana 2013               |
| 11. | 24 de marzo de 2013     | Nuevo Estadio de Malabo          | Guinea Ecuatorial     | 0-3 |  | Eliminatorias Mundialistas 2014  |
| 12. | 8 de junio de 2013      | Estadio de Várzea                | Guinea Ecuatorial     | 3-0 |  | Eliminatorias Mundialistas 2014  |
| 13. | 15 de junio de 2013     | Estadio de Várzea                | Sierra Leona          | 1-0 |  | Eliminatorias Mundialistas 2014  |
| 14. | 14 de agosto de 2013    | Estadio del Real SC              | Gabón                 | 1-1 |  | Amistoso                         |
| 15. | 5 de marzo de 2014      | Estadio Josy Barthel             | Luxemburgo            | 0-0 |  | Amistoso                         |
| 16. | 6 de septiembre de 2014 | Estadio General Seyni Kountché   | Níger                 | 1-3 |  | Eliminatorias Copa Africana 2015 |
| 17. | 11 de octubre de 2014   | Estadio de Machava               | Mozambique            | 2-0 |  | Eliminatorias Copa Africana 2015 |
| 18. | 15 de octubre de 2014   | Estadio Nacional de Cabo Verde   | Mozambique            | 1-0 |  | Eliminatorias Copa Africana 2015 |
| 19. | 7 de enero de 2015      | Campo de Seixal                  | Guinea Ecuatorial     | 1-1 |  | Amistoso                         |
| 20. | 10 de enero de 2015     | Estadio Léopold Sédar Senghor    | Congo                 | 3-2 |  | Amistoso                         |
| 21. | 18 de enero de 2015     | Estadio Manuel Enguru            | Túnez                 | 1-1 |  | Copa Africana 2015               |
| 22. | 26 de enero de 2015     | Estadio Manuel Enguru            | Zambia                | 0-0 |  | Copa Africana 2015               |
| 23. | 13 de junio de 2015     | Estadio Nacional de Cabo Verde   | Santo Tomé y Príncipe | 7-1 |  | Eliminatorias Copa Africana 2017 |
| 24. | 6 de septiembre de 2015 | Estadio Petro Sport              | Libia                 | 1-2 |  | Eliminatorias Copa Africana 2017 |
| 25. | 13 de noviembre de 2015 | Estadio Nacional Nyayo           | Kenia                 | 1-0 |  | Eliminatorias Mundialistas 2018  |
| 26. | 17 de noviembre de 2015 | Estadio Nacional de Cabo Verde   | Kenia                 | 2-0 |  | Eliminatorias Mundialistas 2018  |
| 27. | 12 de noviembre de 2016 | Estadio Nacional de Cabo Verde   | Burkina Faso          | 0-2 |  | Eliminatorias Mundialistas 2018  |

## Estadísticas
Actualizado al último partido jugado el 20 de mayo de 2018.

### Clubes
| Club | Temporada  | Liga (1) | Liga (1) | Liga (1) | Copas nacionales (2) | Copas nacionales (2) | Copas nacionales (2) | Torneos internacionales (3) | Torneos internacionales (3) | Torneos internacionales (3) | Total | Total | Total  | Media goleadora |
| Club | Temporada  | Part.    | Goles    | Asist.   | Part.                | Goles                | Asist.               | Part.                       | Goles                       | Asist.                      | Part. | Goles | Asist. | Media goleadora |
| --- | ---------- | -------- | -------- | -------- | -------------------- | -------------------- | -------------------- | --------------------------- | --------------------------- | --------------------------- | ----- | ----- | ------ | --------------- |
| U. D. Leiria Portugal | 2011-12    | 28       | 5        | 1        | 1                    | -                    | -                    | -                           | -                           | -                           | 29    | 5     | 1      | 0.17            |
| U. D. Leiria Portugal | Total club | 28       | 5        | 1        | 1                    | 0                    | 0                    | 0                           | 0                           | 0                           | 29    | 5     | 1      | 0.17            |
| S. C. Olhanense Portugal | 2012-13    | 19       | -        | -        | 3                    | 1                    | -                    | -                           | -                           | -                           | 22    | 1     | -      | 0.05            |
| S. C. Olhanense Portugal | Total club | 19       | 0        | 0        | 3                    | 1                    | 0                    | 0                           | 0                           | 0                           | 22    | 1     | 0      | 0.05            |
| C. D. Nacional Portugal | 2013-14    | 29       | 7        | 5        | 1                    | 1                    | -                    | -                           | -                           | -                           | 30    | 8     | 5      | 0.27            |
| C. D. Nacional Portugal | Total club | 29       | 7        | 5        | 1                    | 1                    | 0                    | 0                           | 0                           | 0                           | 30    | 8     | 5      | 0.27            |
| C. Santos Laguna · México | 2014-15    | 35       | 6        | 5        | 11                   | 5                    | -                    | -                           | -                           | -                           | 46    | 11    | 5      | 0.24            |
| C. Santos Laguna · México | 2015-16    | 29       | 10       | 4        | -                    | -                    | -                    | 7                           | 4                           | 2                           | 36    | 14    | 6      | 0.39            |
| C. Santos Laguna · México | 2016-17    | 28       | 6        | 7        | 5                    | 2                    | -                    | -                           | -                           | -                           | 33    | 8     | 7      | 0.24            |
| C. Santos Laguna · México | 2017-18    | 37       | 20       | 4        | 5                    | -                    | -                    | -                           | -                           | -                           | 42    | 20    | 4      | 0.48            |
| C. Santos Laguna · México | Total club | 129      | 42       | 20       | 21                   | 7                    | 0                    | 7                           | 4                           | 2                           | 157   | 53    | 22     | 0.34            |
| Al-Ahli Saudi FC Arabia Saudita | 2018-19    | 21       | 20       | 5        | 3                    | 3                    | 1                    | 4                           | 0                           | 0                           | 28    | 23    | 6      | 0,82            |
| Al-Ahli Saudi FC Arabia Saudita | 2019-20    | 22       | 8        | 2        | -                    | -                    | -                    | -                           | -                           | -                           | 22    | 8     | 2      | 0,36            |
| Al-Ahli Saudi FC Arabia Saudita | Total club | 43       | 28       | 7        | 3                    | 3                    | 1                    | 4                           | 0                           | 0                           | 50    | 31    | 8      | 0,62            |
| Trabzonspor Turquía | 2020-2021  | 30       | 8        | 1        | -                    | -                    | -                    | -                           | -                           | -                           | 30    | 8     | 1      | 0.26            |
| Trabzonspor Turquía | 2021-2022  | 23       | 8        | 3        | 1                    | 1                    | -                    | -                           | -                           | -                           | 26    | 9     | 3      | 0.35            |
| Trabzonspor Turquía | Total club | 53       | 16       | 4        | 1                    | 1                    | 0                    | 4                           | 0                           | 0                           | 56    | 17    | 4      | 0.30            |
| Trabzonspor Turquía |            | 299      | 98       | 37       | 30                   | 13                   | 1                    | 11                          | 4                           | 1                           | 344   | 115   | 40     | 0,34            |
| (1)Incluye datos de la Taça da Liga, Copa México y Campeón de Campeones (2014-15) (2)Incluye datos de la Concacaf Liga Campeones (2015-16) |            |          |          |          |                      |                      |                      |                             |                             |                             |       |       |        |                 |

### Hat-Tricks
| Partidos en los que ha anotado 3 o más goles | Partidos en los que ha anotado 3 o más goles | Partidos en los que ha anotado 3 o más goles | Partidos en los que ha anotado 3 o más goles | Partidos en los que ha anotado 3 o más goles | Partidos en los que ha anotado 3 o más goles | Partidos en los que ha anotado 3 o más goles | Partidos en los que ha anotado 3 o más goles |
| Oficiales                                    | Oficiales                                    | Oficiales                                    | Oficiales                                    | Oficiales                                    | Oficiales                                    | Oficiales                                    | Oficiales                                    |
| N.º                                          | Fecha                                        | Lugar                                        | Equipo                                       | Rival                                        | Goles                                        | Resultado                                    | Competición                                  |
| -------------------------------------------- | -------------------------------------------- | -------------------------------------------- | -------------------------------------------- | -------------------------------------------- | -------------------------------------------- | -------------------------------------------- | -------------------------------------------- |
| 1                                            | 7-1-2018                                     | Estadio Corona (TSM), Torreón                | Club Santos Laguna                           | Lobos BUAP                                   | 9' 27' 44'                                   | 4 - 2                                        | Clausura 2018                                |
| 2                                            | 14-2-2018                                    | Estadio Corona (TSM), Torreón                | Club Santos Laguna                           | León                                         | 31' 35' 39'                                  | 5 - 1                                        | Clausura 2018                                |
| 3                                            | 11-1-2019                                    | King Abdullah Sports City, Jeddah            | Al-Ahli                                      | Ohod Club                                    | 7' 15' 33' 65' 80'                           | 5 - 1                                        | LPS 2018-19                                  |
| 4                                            | 16-05-2019                                   | King Abdullah Sports City, Jeddah            | Al-Ahli                                      | Ettifaq FC                                   | 38' 50' 84'                                  | 5 - 0                                        | LPS 2018-19                                  |

## Selecciones
| Competición                      | Categoría | Sede   | Resultado        | PJ | G |
| -------------------------------- | --------- | ------ | ---------------- | -- | - |
| Eliminatorias Copa Africana 2013 | Absoluta  | África | Clasificado      | 4  | 2 |
| Copa Africana de Naciones 2013   | Absoluta  | África | Cuartos de final | 2  | 0 |
| Eliminatorias Mundialistas 2014  | Absoluta  | África | Segunda fase     | 5  | 3 |
| Eliminatorias Copa Africana 2015 | Absoluta  | África | Clasificado      | 3  | 0 |
| Copa Africana de Naciones 2015   | Absoluta  | África | Primera fase     | 2  | 0 |
| Eliminatorias Copa Africana 2017 | Absoluta  | África | Primera fase     | 2  | 2 |
| Eliminatorias Mundialistas 2018  | Absoluta  | África |                  | 3  | 0 |
| Amistosos                        | Absoluta  | –      | –                | 6  | 1 |
| Total                            | –         | –      | –                | 27 | 8 |

### Resumen estadístico
|                         | Partidos | Goles |
| ----------------------- | -------- | ----- |
| Liga                    | 299      | 98    |
| Copas nacionales        | 30       | 13    |
| Copas internacionales   | 11       | 4     |
| Selección de Cabo Verde | 27       | 8     |
| Total                   | 367      | 123   |

## Palmarés

### Campeonatos nacionales
| Título                                     | Equipo             | País                   | Año     |
| ------------------------------------------ | ------------------ | ---------------------- | ------- |
| Copa México                                | Club Santos Laguna | México                 | A-2014  |
| Primera División de México                 | Club Santos Laguna | México                 | C-2015  |
| Campeón de Campeones                       | Club Santos Laguna | México                 | 2014-15 |
| Primera División de México                 | Club Santos Laguna | México                 | C-2018  |
| Supercopa de Turquía                       | Trabzonspor        | Turquía                | 2020    |
| Superliga de Turquía                       | Trabzonspor        | Turquía                | 2022    |
| Supercopa de Turquía                       | Trabzonspor        | Turquía                | 2022    |
| Supercopa de los Emiratos Árabes Unidos    | Sharjah F. C.      | Emiratos Árabes Unidos | 2022    |
| Copa Presidente de Emiratos Árabes Unidos  | Sharjah F. C.      | Emiratos Árabes Unidos | 2023    |
| Copa de Liga de los Emiratos Árabes Unidos | Sharjah F. C.      | Emiratos Árabes Unidos | 2023    |

### Distinciones individuales
| Distinción                                                       | Año     |
| ---------------------------------------------------------------- | ------- |
| Campeón de goleo de la Primera División de México                | C-2018  |
| Once Ideal de la Primera División de México                      | C-2018  |
| Mejor Jugador de la Primera División de México                   | C-2018  |
| Balón de Oro al Mejor Delantero de la Primera División de México | 2017-18 |